# H1FX
H1FX (англ. H1 histone family member X) – білок, який кодується однойменним геном, розташованим у людей на короткому плечі 3-ї хромосоми.  Довжина поліпептидного ланцюга білка становить 213 амінокислот, а молекулярна маса — 22 487.
Представник родини білків гістонів H1.
| 10         |  | 20         |  | 30         |  | 40         |  | 50         |
| ---------- |  | ---------- |  | ---------- |  | ---------- |  | ---------- |
| MSVELEEALP |  | VTTAEGMAKK |  | VTKAGGSAAL |  | SPSKKRKNSK |  | KKNQPGKYSQ |
| LVVETIRRLG |  | ERNGSSLAKI |  | YTEAKKVPWF |  | DQQNGRTYLK |  | YSIKALVQND |
| TLLQVKGTGA |  | NGSFKLNRKK |  | LEGGGERRGA |  | PAAATAPAPT |  | AHKAKKAAPG |
| AAGSRRADKK |  | PARGQKPEQR |  | SHKKGAGAKK |  | DKGGKAKKTA |  | AAGGKKVKKA |
| AKPSVPKVPK |  | GRK        |  |            |  |            |  |            |

A: Аланін

D: Аспарагінова кислота

E: Глутамінова кислота

F: Фенілаланін

G: Гліцин

H: Гістидин

I: Ізолейцин

K: Лізин

L: Лейцин

M: Метіонін

N: Аспарагін

P: Пролін

Q: Глутамін

R: Аргінін

S: Серин

T: Треонін

V: Валін

W: Триптофан

Білок має сайт для зв'язування з ДНК. 
Локалізований у ядрі, хромосомах.